# Harvel
Harvel és una població dels Estats Units a l'estat d'Illinois. Segons el cens del 2000 tenia 235 habitants.

## Demografia
Segons el cens del 2000, Harvel tenia 235 habitants, 99 habitatges, i 59 famílies. La densitat de població era de 124,3 habitants/km².
Dels 99 habitatges en un 29,3% hi vivien nens de menys de 18 anys, en un 54,5% hi vivien parelles casades, en un 4% dones solteres, i en un 39,4% no eren unitats familiars. En el 33,3% dels habitatges hi vivien persones soles el 20,2% de les quals corresponia a persones de 65 anys o més que vivien soles. El nombre mitjà de persones vivint en cada habitatge era de 2,37 i el nombre mitjà de persones que vivien en cada família era de 3,15.
Per edats la població es repartia de la següent manera: un 22,6% tenia menys de 18 anys, un 10,6% entre 18 i 24, un 28,1% entre 25 i 44, un 22,6% de 45 a 60 i un 16,2% 65 anys o més.
L'edat mediana era de 38 anys. Per cada 100 dones de 18 o més anys hi havia 91,6 homes.
La renda mediana per habitatge era de 31.625 $ i la renda mediana per família de 35.938 $. Els homes tenien una renda mediana de 33.750 $ mentre que les dones 14.688 $. La renda per capita de la població era de 15.740 $. Aproximadament el 7% de les famílies i el 14,9% de la població estaven per davall del llindar de pobresa.

## Poblacions més properes
El següent diagrama mostra les poblacions més properes.